# Belorado
Belorado ist ein Ort und eine Gemeinde (municipio) mit 1.834 Einwohnern (Stand: 2024) am Jakobsweg im Osten der spanischen Provinz Burgos in der Autonomen Gemeinschaft Kastilien-León. Die Gemeinde gehört zur bevölkerungsarmen Region der Serranía Celtibérica.

## Lage und Klima
Der Ort Belorado liegt am Río Tirón am Fuß der Montes de Ayago etwa 47 km (Fahrtstrecke) östlich von Burgos in einer Höhe von ca. 770 m. Das als Conjunto histórico-artístico anerkannte Ortszentrum von Briviesca liegt etwa 25 km nördlich. Das Klima ist gemäßigt bis warm; Regen (ca. 630 mm/Jahr) fällt hauptsächlich im Winterhalbjahr.

## Bevölkerungsentwicklung
| Jahr      | 1857  | 1900  | 1950  | 2000  | 2018  |
| Einwohner | 2.656 | 2.298 | 2.969 | 2.093 | 1.816 |

Trotz der Mechanisierung der Landwirtschaft, der Aufgabe bäuerlicher Kleinbetriebe und des daraus resultierenden geringeren Arbeitskräftebedarfs ist die Zahl der Einwohner lange Zeit relativ stabil geblieben. Zur Gemeinde gehören noch die Weiler (pedanías) Eterna, Puras de Villafranca y Quintanaloranco, Avellanosa de Rioja und San Miguel de Pedroso.

## Wirtschaft
Die wirtschaftliche Basis Belorados fußte aus seiner Lage an einem Durchgangs- und Handelsweg. Neben zwischenstaatlichem Handel fand hier auch der Austausch zwischen den Landwirten der Ebene und den Viehzüchtern der nahegelegenen Berge statt. Auch die Lage am Jakobsweg trug zur wirtschaftlichen Blüte des Ortes bei.

## Geschichte
Der Ursprung des Ortes geht möglicherweise auf den keltiberischen Stamm der Autrigonier zurück. Später war Belorado römisch besiedelt, erlangte aber erst im Mittelalter Bedeutung, als es zum Grenzort zwischen Navarra und Kastilien wurde und von Alfons I. einen Rechtsbrief (fuero) zugestanden bekam.
Grundlage für seine Entwicklung war u. a. die Lage Belorados am Übergang vom Ebrotal zur Meseta. Um diesen Landstrich zu kontrollieren, wurde zu Beginn der Reconquista die Burg auf einem Hügel nahe dem Ort erbaut. Die Bevölkerung, die ursprünglich näher am Fluss gesiedelt hatte, zog daraufhin in den Schutz der Befestigungsanlage. Rodrigo Díaz de Vivar, genannt „El Cid“, erhielt diese Burg von Ferdinand I., dem ersten kastilischen König, als Hochzeitsgeschenk zu seiner Heirat mit Jimena Díaz.
Im 10. Jahrhundert dankte Fernán González, erster unabhängiger Graf der Grafschaft Kastilien, dem Ort die Mithilfe bei seiner Befreiung aus navarresischer Gefangenschaft durch das Recht, montags einen Markt abzuhalten. Dieser Brauch hat bis in die heutige Zeit Bestand und belebt zum Wochenanfang die Plaza Mayor in Belorado.
Im Jahr 1116 gestand Alfons I. dem Ort das oben erwähnte Gewohnheitsrecht fuero zu, das unter anderem das Abhalten einer jährlichen Messe (feria) beinhaltete. Es handelt sich dabei um die älteste in Spanien dokumentierte feria, die die Handelsaktivitäten der damals schon bedeutsamen Judería (jüdisches Viertel, unterhalb der Burg gelegen) und damit den Wohlstand der gesamten Stadt weiter förderte.
Die Stadt wuchs weiter, und zu Beginn des 13. Jahrhunderts durfte der Stadtrat aufgrund eines königlichen Privilegs durch Alfons VIII. seine Dokumente mit einem Siegel legitimieren. Weitere königliche Zuwendungen erfolgten durch Alfons den Weisen, der bei seinen Aufenthalten der Stadt bedeutende Schenkungen tätigte.
Peter der Grausame dankte den Einwohnern der Stadt geleistete Unterstützung im Krieg, nach seinem Tod strafte die neue Dynastie unter Heinrich von Trastamara die Stadt für eben jene Unterstützung mit dem Entzug von Privilegien wie der Aberkennung des Status als „königliche Stadt“. Der Judería erlegte sie Steuern und Dienste auf, die jedes Mal demütigender waren und den Exodus der Juden aus der Stadt vorbereiteten.
Die Katholischen Könige beförderten schließlich mit der Vertreibung der Juden zugleich den Ruin der Stadt. Ungeachtet des Dekrets blieben einige wohlhabende Familien, die zum christlichen Glauben konvertierten. Spross einer dieser Familien war der hier geborene Simón Ruiz, der spätere Bankier Philipps II.
Während die Entwicklung der Stadt im Mittelalter durch die verschiedenen Könige beeinflusst wurde, gelangte Belorado im Übergang zur Neuzeit in den Herrschaftsbereich der Kronfeldherren von Kastilien (Condestables de Castilla). Wichtige Adelsfamilien lebten hier, deren Abkömmlinge sich u. a. als Konquistadores bei der Eroberung Amerikas, in den Geisteswissenschaften (z. B. Lehrer der Töchter Philipps II.) oder in den Naturwissenschaften (Expeditionsleitung durch Hipólito Ruiz zum Studium der amerikanischen Flora) einen Namen machten.
Von 1822 bis 1833 gehörten der Ort und sein Umland zur neugeschaffenen Provinz Logroño, also zur Rioja.

## Sehenswürdigkeiten

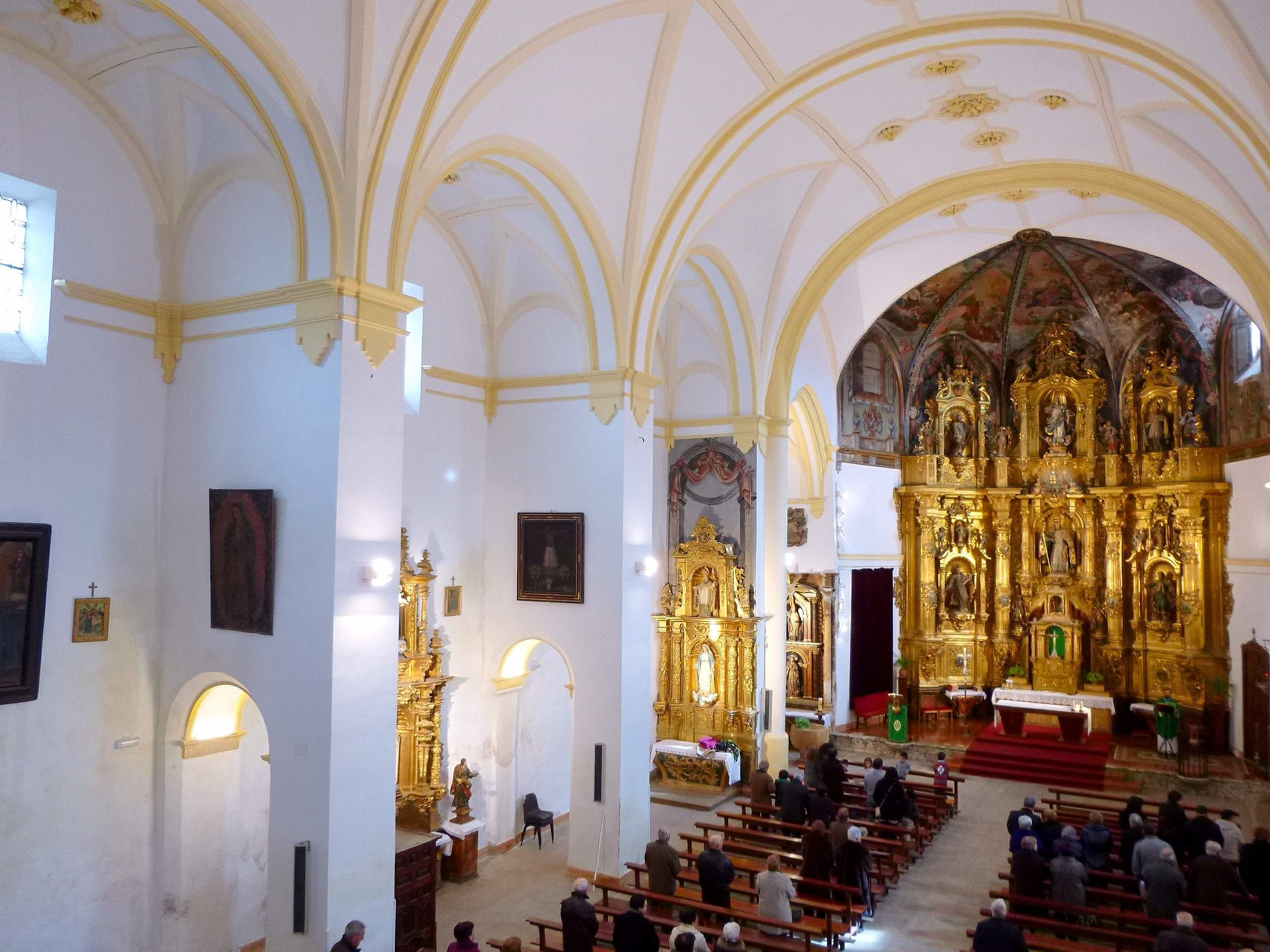
Kirche San Pedro

- Marienkirche (Iglesia de Santa María), mit einem qualitätvollen Altarretabel aus dem 16. Jahrhundert in der Jakobskapelle
- Peterskirche (Iglesia de San Pedro), 17. Jahrhundert
- Ermita Unserer Lieben Frau von Betlehem (Ermita de Nuestra Señora de Belén), einziges Zeugnis des alten Pilgerhospiz, rekonstruiert im 18. Jahrhundert
- Franziskanerkloster (Convento de San Francisco), 1250 gegründet, Übernachtungsort des heiligen Bernhardin von Siena während seiner Wallfahrt nach Santiago de Compostela, heute zum Wohngebäude umgebaut
- Klarissenkloster (Convento de Nuestra Señora de Bretonera), 16. Jahrhundert, aktives Kloster[6]
- Hauptplatz (Plaza Mayor), typisch spanischer Hauptplatz mit Arkadenhäusern
- Ruinen der Burg (im Mittelalter wichtige Grenzfestung zu Navarra) und alte Stadtmauer (muralla)
- Eremitenhöhle des hl. Caprasius von Agen (Cuevas de San Caprasio), der Legende nach Rückzugsort des Heiligen

## Persönlichkeiten
- Simón Ruiz (1525 oder 1526–1597), Kaufmann und Bankier